# 白石忠志
白石 忠志（しらいし ただし、1965年3月8日 - ）は、日本の法学者。専門は経済法。東京大学教授。兵庫県神戸市出身。

## 経歴
- 1983年 - 甲陽学院高等学校卒業
- 1987年 - 東京大学法学部卒業
- 1991年 - 東北大学助教授
- 1997年 - 東京大学助教授
- 2003年 - 東京大学大学院法学政治学研究科教授

## 著書・論文
- 『技術と競争の法的構造』（有斐閣、1994年4月）
- 『経済法教材2005』（商事法務、2005年3月）
- 『独占禁止法〔第3版〕』（有斐閣、2016年12月）
- 『独禁法講義〔第10版〕』（有斐閣、2023年2月）
- 『独禁法事例の勘所〔第2版〕』（有斐閣、2010年4月）
- 『独禁法事例集』（有斐閣、2017年12月）